# أرض الشقيف
أرض الشقيف  هي إحدى القرى اللبنانية من قرى قضاء راشيا في محافظة البقاع.